# Daniëlle de Jong
Daniëlle de Jong (Geldermalsen, 11 oktober 2002) is een voetbalspeelster uit Nederland. Ze speelt als doelverdedigster voor Juventus FC in de Serie A.

## Clubcarrière
De Jong speelde voor Jong PSV Vrouwen. Op 1 november 2020 debuteerde ze op 18-jarige leeftijd in de eredivisie als invalster vanwege blessures bij de vaste doelverdedigsters.
Ze kwam over vanuit het talentenprogramma van PSV en was de eerste die vanuit dit programma een contract bij de hoofdmacht tekende.
In februari 2023 tekende De Jong een contract voor twee jaar bij FC Twente, waar ze vanaf het seizoen 2023/24 voor uitkomt. Met FC Twente werd De Jong in het seizoen 2023/24 kampioen van de Vrouwen Eredivisie. In de eerste seizoenshelft van het seizoen 2024/25 moest De Jong na een blessure de Welshe keepster Olivia Clark voor zich dulden. In de tweede seizoenshelft keerde De Jong na het vertrek van Clark terug onder de lat bij FC Twente. Ze won met FC Twente dat seizoen de Super Cup, de KNVB Beker en werd voor de tweede maal landskampioen. Na afloop van een Eredivisie Cupwedstrijd tegen FC Utrecht maakte FC Twente bekend dat De Jong ging vertrekken uit Enschede na het seizoen 2024/25.
In regerend Italiaans landskampioen Juventus FC vond De Jong haar nieuwe werkgever. Ze tekende een driejarig contract in Turijn.

## Statistieken
| Seizoen                     | Club            | Land            | Competitie         | Competitie | Competitie | Beker | Beker | Internationaal | Internationaal | Overig | Overig | Totaal | Totaal |
| Seizoen                     | Club            | Land            | Competitie         | Wed.       | Dlp.       | Wed.  | Dlp.  | Wed.           | Dlp.           | Wed.   | Dlp.   | Wed.   | Dlp.   |
| --------------------------- | --------------- | --------------- | ------------------ | ---------- | ---------- | ----- | ----- | -------------- | -------------- | ------ | ------ | ------ | ------ |
| 2020/21                     | PSV             | Nederland       | Vrouwen Eredivisie | 1          | 0          | 0     | 0     | –              | –              | –      | –      | 1      | 0      |
| 2021/22                     | PSV             | Nederland       | Vrouwen Eredivisie | 0          | 0          | 0     | 0     | –              | –              | –      | –      | 0      | 0      |
| 2022/23                     | PSV             | Nederland       | Vrouwen Eredivisie | 3          | 0          | 3     | 0     | –              | –              | 1      | 0      | 7      | 0      |
| 2023/24                     | FC Twente       | Nederland       | Vrouwen Eredivisie | 18         | 0          | 1     | 0     | 4              | 0              | 1      | 0      | 24     | 0      |
| 2024/25                     | FC Twente       | Nederland       | Vrouwen Eredivisie | 15         | 0          | 1     | 0     | 2              | 0              | 0      | 0      | 18     | 0      |
| Carrière totaal             | Carrière totaal | Carrière totaal | Carrière totaal    | 37         | 0          | 5     | 0     | 6              | 0              | 2      | 0      | 50     | 0      |
| Bijgewerkt t/m 9 juli 2025. |                 |                 |                    |            |            |       |       |                |                |        |        |        |        |

## Interlandcarrière
Daniëlle de Jong maakte haar debuut als jeugdinternational van Nederland onder 19 op 6 maart 2020 in een wedstrijd tegen de leeftijdsgenoten van de Verenigde Staten. Vanaf 2022 kwam De Jong uit voor Nederland onder 23 waarvoor ze debuteerde op 14 november 2022 tegen België.
In maart 2024 werd De Jong voor het eerst opgeroepen voor het seniorenteam van Nederland. Op 31 mei 2024 maakte De Jong haar debuut voor de Oranje Leeuwinnen in een EK 2025 kwalificatiewedstrijd tegen Finland.